# NIC-56
La NIC-56  es una importante carretera nacional clasificada como colectora principal en Nicaragua. Esta vía comienza en el Sur en la Calle 1 Sureste en el centro de Quezalguaque, Departamento de León y culmina en el Norte en la NIC-12A, en Las Mercedes, departamento de León.

## Extensión
Con una extensión de 2,01 millas (3,2 km), la NIC-56 juega un rol clave en la conectividad y transporte de la región.